# Енріко Бомб'єрі
Енріко Бомб'єрі (26 листопада 1940 , Мілан ) — математик, який працює в Інституті перспективних досліджень (Принстон). Дослідження Бомб'єрі в теорії чисел, алгебраїчній геометрії і математичному аналізі принесли йому багато міжнародних призів — Медаль Філдса в 1974 році премію Бальцана в 1980 році. У 2010 році він отримав Міжнародну премію короля Фейсала (спільно з Теренсом Тао).
Теорема Бомб'єрі-Виноградова — одне з основних застосувань великого решета. Вона покращує теорему Діріхле про арифметичні прогресії на прості числа в арифметичних прогресіях, показуючи, що при усередненні по модулю в діапазоні, середня помилка набагато менша, ніж може бути доведено в даному випадку. Цей результат може іноді замінити все ще недоведену узагальнену гіпотезу Рімана.
У 1976 році він розробив метод, відомий як «асимптотичне решето».
Бомб'єрі також відомий своєю безплатною працею на благо математичної професії, наприклад, службою в зовнішніх наглядових радах і колегіальним рецензуванням надзвичайно складних рукописів (наприклад робіт Джона Форбса Неша-молодшого про вкладення ріманових многовидів і Пера Енфло про проблему інваріантного підпростору).

## Нагороди та визнання
- 1966: премія Каччіополі[en]
- 1974: медаль Філдса
- 1974: пленарний доповідач на міжнародному конгресі математиків у Ванкувері.
- 1974: член Національної академії деї Лінчеї
- 1976: премія Фельтрінеллі
- 1977: меморіальна лекція Соломона Лефшеця
- 1977: член Американської академії мистецтв і наук
- 1977: член Лондонського математичного товариства
- 1980: премія Бальцана
- 1984: член Французької академії наук
- 1995: член Європейської Академії[5]
- 1996: член Національної академії наук США
- 2002: Кавалер Великого хреста за заслуги перед Італійською Республікою (італ. Cavaliere di Gran Croce al Merito della Repubblica Italiana).[6]
- 2006: Премія Піфагора[7]
- 2008: Премія Джозефа Лео Дуба[8]
- 2010: міжнародна премія короля Фейсала[9]
- 2020: премія Крафорда[10]
- член Академії сорока
- член Шведської королівської академії наук

## Доробок
- On the large sieve, Mathematika, Band 12, 1965, S. 201–225
- mit Harold Davenport: Small differences between prime numbers, Proc Roy Soc Ser A, Band 293, 1966, S. 1–18
- On exponential sums in finite fields, Am. J. Math., Band 88, 1966, S. 71–105
- On Galois coverings over finite fields,  Proc Internat Colloq Alg Geom, Madrid, 1965, Madrid: Inst Jorge Juan del CSIC IMU, 1966, S. 23–30
- mit H. Davenport:  On two problems of Mordell, Am J Math, Band 88, 1966, S. 61–70
- mit Peter Swinnerton-Dyer:  On the local zeta function of a cubic threefold,  Ann Scuola Norm Sup Pisa (3), Band 21, 1967, S. 1–29
- On the local maximum property of the Koebe function, Inv. Math., Band 4, 1967, S. 26–27
- A geometric approach to some coefficient inequalities for univalent functions, Ann. Scuola Normale Superiore Pisa, Band 22, 1968, S. 377–397
- mit Ennio di Giorgi, Enrico Giusti: Minimal cones and the Bernstein problem [Архівовано 21 березня 2022 у Wayback Machine.], Inventiones Mathematicae, Band 7, 1969, S. 243–268
- mit Serge Lang: Analytic subgroups of group varieties, Inv. Math., Band 11, 1970, S. 1–14
- Canonical models of surfaces of general type, Pub. Math. IHES, Band 42, 1973, S. 171–219
- mit Dale Husemoller: Classification and embeddings of surfaces, Proc. Symp. Pure Math., Band 29, 1975, S. 329–420
- On twin almost primes, Acta Arithmeticae, Band 28, 1975, S. 177–193
- mit Wolfgang Schmidt: Simultaneous approximations of algebraic numbers, Lecture notes in mathematics 317, 1973, S. 1–20
- mit David Mumford: Enriques Classification of surfaces in char p, Teil 2, in: Complex Analysis and Algebraic Geometry, Cambridge UP 1977, S. 23–42, Teil 3, Inventiones Mathematicae, Band 35, 1976, S. 197–232
- mit J. Vaaler: On Siegel's lemma, Inventiones Mathematicae, Band 73, 1983, S. 11–32
- Le Grand Crible dans la Théorie Analytique des Nombres (Seconde Édition). Astérisque 18, 1974
- mit B. Beauzamy, Per Enflo, Hugh Montgomery: Product of polynomials in many variables, Journal of Number Theory, Band 36, 1990, S. 219–245
- mit Walter Gubler: Heights in Diophantine Geometry, Cambridge University Press 2006